# Verwaltungsgemeinschaft Neuhof an der Zenn
In der Verwaltungsgemeinschaft Neuhof an der Zenn (amtlicher Name: Neuhof a.d.Zenn) im mittelfränkischen Landkreis Neustadt an der Aisch-Bad Windsheim haben sich folgende Gemeinden zur Erledigung ihrer Verwaltungsgeschäfte zusammengeschlossen:
1. Neuhof a.d.Zenn, Markt, 2185 Einwohner, 30,85 km²
2. Trautskirchen, 1313 Einwohner, 19,81 km²

Sitz der Verwaltungsgemeinschaft ist Neuhof an der Zenn.
Vorsitzende der Verwaltungsgemeinschaft ist Claudia Wust, Bürgermeisterin von Neuhof an der Zenn.
Die Körperschaft war am 1. Mai 1978 als Verwaltungsgemeinschaft Markt Erlbach gegründet worden. Mit der Entlassung der Marktgemeinde Markt Erlbach erfolgte zum 1. Januar 1980 die Umbenennung und Verlegung des Sitzes.